# Hidrónimos del antiguo europeo
El antiguo europeo (en alemán: Alteuropäisch) es el término utilizado por Hans Krahe (1964) para el idioma del estrato más antiguo de la hidronimia (nombres de ríos) en la Europa Central y Occidental. El origen de estos nombres de los ríos es pregermánico y precelta, y fue fechado por Krahe en el II milenio a. C. A este estrato europeo primitivo Krahe lo designó como Alteuropäisch, y sus seguidores hispánicos usaron el término "paleoeuropeo".
Existen una serie de ríos europeos con nombres claramente indoeuropeos, pero que no se pueden asignar a ningún grupo lingüístico indoeuropeo conocido. Estos topónimos se distribuyen por toda la Europa Central y del Norte, llegando por el sur hasta las tres penínsulas mediterráneas: la ibérica, la itálica y la balcánica. En su zona de distribución apenas existe hidronimia no indoeuropea. 
Entre los autores posteriores que han continuado el trabajo de Hans Krahe se encuentran Javier de Hoz, para los ríos españoles, y Edelmiro Bascuas para los ríos gallegos.

## Ejemplos

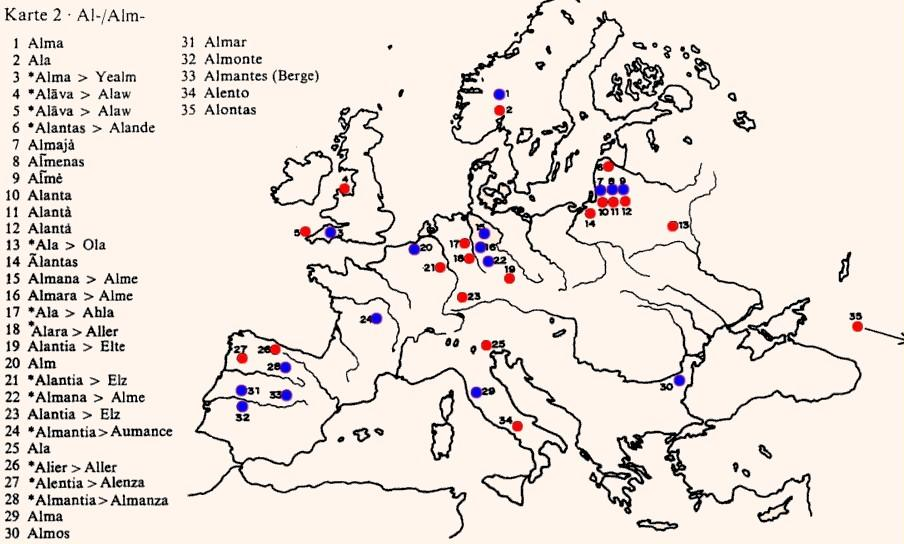
Carta hidronímica del antiguo europeo para la raíz *al-, *alm-

Algunos ejemplos de raíces de este antiguo europeo son:
- *al-/alm- ('fluir', 'manar'):

Almar, Almonte, Alenza, Alagón. Variante *aly-: Aller < flumen Aliere (980) <*aly-aris, Allande <*aly-ndis, Ría de Ajo <*aly-o, Alenza < *aly-entia, Allonca < *aly-on(i)ka, Ayones < *aly-on(i)s
- *sar- / *sor- ('fluir', 'discurrir'):

Jarama Jaramillo   < *Sar-ama.
Sariego (valle del Sar) < *Sar-aeko.
- *sal- : ('agua estancada, mar')

Sella <*Salia.
Saja <*Salia.
Jalón <*Salo (latinizado como Salonem)
Salamanca <*Salamantia (Salamantica o ciudad del Salamantia)
Jálama (río en la frontera entre la provincia de Cáceres, y Portugal)
- *albh- ('blanco'):

Alba, Elba
| Raíz        | -enda, o, i / -onda, o, i / -noda, o, i | -enta, o, i / -onta, o, i / -nota, o, i                            | -entya, o, i / -ontya, o, i / -notya, o, i  | -enya, o / -onya, o / -noya, o |
| ----------- | --------------------------------------- | ------------------------------------------------------------------ | ------------------------------------------- | ------------------------------ |
| *ab-        | Abando                                  | Abanto                                                             | Abanceña, Abionzo                           | A Baña, Abaño, Aboño           |
| *al(y)-     | Alendi, Allande                         | Alantone                                                           | Alenza                                      |                                |
| *alm-       |                                         | Almonte, Almántiga                                                 | Almanza, Almansa                            |                                |
| *ar-        |                                         | Arantes, Arantón, Fontarente, Arenteiro                            | Arienza, Aranza, Aransa, Aranzón, Aranzuelo |                                |
| *arg-       | Arganda, Argandoña, Argandi             |                                                                    | Argonza, Aragonza, Arganza                  | Argaño                         |
| *av-        |                                         | Avantines                                                          | Avanza                                      | Avaña                          |
| *barb-      |                                         | Barbantes                                                          | Barbanza                                    | Barbaña, Barbaño               |
| *barr-      |                                         | Barrantes                                                          |                                             | Barraña                        |
| *berg-      | Bergondo, Bergundio, Berganda           | Bergantes                                                          | Bergonza, Berganciano, Bergantzu            | Berguño, Bergaña               |
| *kal-       | Galinda, Calanda                        |                                                                    | Calanza                                     | Caldueño                       |
| *kar-       | Carenda, Garonda, Carondio              | Garanta, Caranto, Carantoña                                        |                                             | Caraña, Cariño                 |
| *karav-     | Garabandi                               | Caravantes, Carabantes, Carabanchel < *caravantellum               | Carabanzo                                   | Carabaña, Carabaño             |
| *karr-      | Carrandi                                |                                                                    | Carranza, Carranzo                          | Carreño, Carreña               |
| *mal-       | Malanda, Maluenda                       | Malante                                                            |                                             | Malaña, Malaño                 |
| *mar-/*mor- | Marandico, Marandona                    | Marantes, Morante, Maranchón < *marantio, Moranchel < *morantellum | Marañón                                     |                                |
| *kerv-      |                                         | Cervantes                                                          | Cervienzo                                   | Cervaña                        |
| *mir-       | Miranda, Merandi                        | Mirante, Mirantes                                                  | Miranzo, Miranciños                         | Mirueña                        |
| *pail-      | Pejanda                                 |                                                                    | Paelontium                                  |                                |
| *pal-       | Palinda                                 | Palanto                                                            | Palencia, Palancia                          |                                |
| *par(r)-    | Parrondo                                |                                                                    | Paranza                                     |                                |
| *sal-       |                                         | Salentinos, Sante                                                  | Saliencia                                   |                                |
| *sar-       | Jaranda                                 | Sarantes                                                           |                                             |                                |
| *ser-       | Serandi                                 | Serante, Serantes                                                  |                                             |                                |
| *tur-       | Torendi, Toranda                        | Torante, Turante                                                   | Turanzas, Toranzo, Turienzo                 | Toraño,Toroño                  |
| *veis-      |                                         | Visantoña                                                          | Visantium                                   | Besaña, Veseño, Vesunia (1086) |
En la península ibérica se da el caso de que el territorio en el que se encuentran estos nombres se adentra claramente en zonas consideradas históricamente no indoeuropeas, tales como Vizcaya (Plencia < *Palantia, Carranza < *Karrantia), Cataluña y en parte del levante español. Existirían dos explicaciones para este fenómeno: los vascones e iberos (respectivamente) conquistaron estas zonas posteriormente o bien la indoeuropeización de estos territorios fue parcial y finalmente fallida.

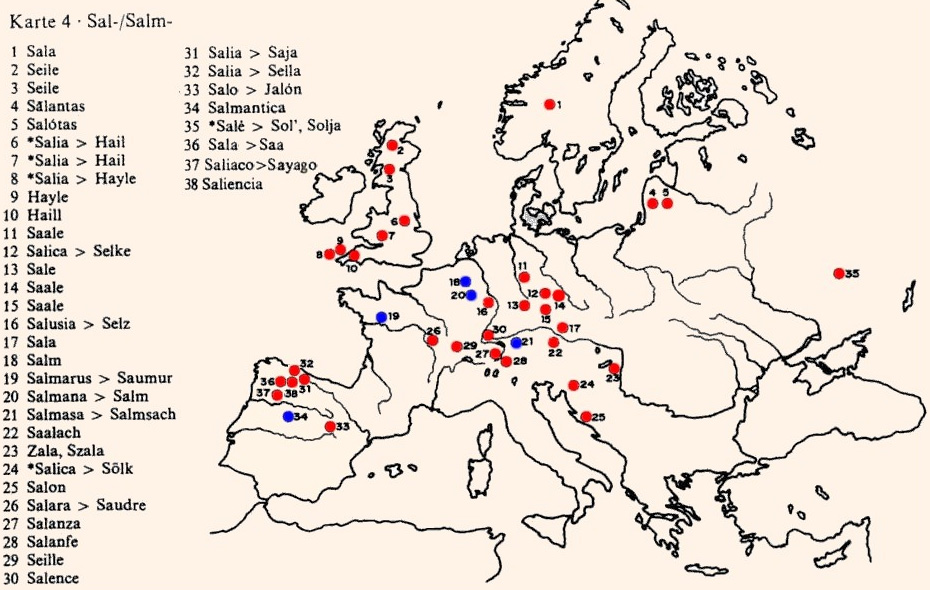
Carta hidronímica del antiguo indoeuropeo para la raíz *Sal-, *Salm-

Se ha optado por el nombre de antiguo europeo (en alemán Alteuropäisch) como denominación neutral. Inicialmente Krahe atribuyó los nombres a los ilirios (teoría llamada panilirismo), aunque más tarde defendió que la lengua era el protoindoeuropeo propiamente dicho. Las teorías sobre los ilirios están hoy en día prácticamente descartadas.

## Época en la que se habló
Se ha deducido que el antiguo europeo es más antiguo que las lenguas celtas. El mantenimiento de los nombres de los ríos en zona celta en una lengua "extranjera" indica, por una parte, que los ríos ya tenían nombre cuando los celtas llegaron, y por otra, que estos nombres corresponden a una lengua de substrato para los celtas.
En el caso de la península ibérica, si se da por cierto que los celtas llegaron hacia los siglos VIII-VII a. C., el antiguo europeo tuvo que hablarse en época anterior. Como mera hipótesis, teniendo en cuenta las evidencias arqueológicas de la llegada de elementos de la cultura de los campos de urnas desde la Europa Central a la Península hacia los años 1500 y 1300 a. C., podría corresponder a inmigrantes de esta lengua o lenguas.

## Una lengua o varios dialectos emparentados
No se puede saber con seguridad si era una lengua o varios dialectos emparentados. Sin embargo, existen argumentos a favor de que fuera un grupo de dialectos o lenguas. El primero lo adelanta Jürgen Untermann, y es la discontinuidad de los nombres de ríos vistos sobre el mapa europeo. Esto indicaría una mezcla de pueblos indoeuropeos y no indoeuropeos en un mosaico de lenguas. El segundo argumento es que es poco probable que una lengua evolucionase en tal cantidad de variantes para una sola palabra indoeuropea, como es el caso de la raíz *eis-/*ois-/*is- 'rápido': Aisa, Eisa, Isa, Esva, Eisia, Aisia, Isna, Aisena, Isana, Isina, Eisra, Isara, Aisaros, Eisla, Aisontios, Aista y Aiseta.
| Raíz            | Forma protorromance                 | Río/Arroyo/*locativo           |
| --------------- | ----------------------------------- | ------------------------------ |
| *ab-yo          | Abio                                | Abiu (Asturias)                |
| *ab-yo          | Abione                              | Abión (Soria)                  |
| *ab-yo-ntiom    | Abiontium                           | Abionzo (Cantabria)            |
| *ab-yo-nika     | Abioniga, cuenca o valle del *Abio  | Abionga (Asturias)             |
| *ab-on-yo       | Abonio                              | Aboño (Asturias)               |
| *ab-an-yo       | Abanio                              | Abaño (Cantabria)              |
| *ab-on-iko      | Abonigo, cuenca o valle del *Abon   | Abongo (Galicia)               |
| *ab-ris         | Abris                               | Abres (Asturias)               |
|                 |                                     |                                |
| *au-ya          | Avia                                | Avia (Galicia)                 |
| *au-ntya        | Avantia                             | Avanza (Burgos)                |
| *au-ntyo        | Avantino                            | Avantines (Rioja)              |
| *au-dra         | Audra                               | Odra (Burgos)                  |
| *au-dro         | Audrone                             | Odrón (Navarra)                |
| *au-dro         | Riuus Audrone                       | Rudrón (Cantabria)             |
| *au-dryo        | Audrione                            | Udrión (Asturias)              |
|                 |                                     |                                |
| *dur-y-o        | Durius                              | Duero                          |
| *dur-y-a        | Duria                               | Doiras (Asturias)              |
| *dur-y-a        | Dorica (1095) valle del *Duria      | Dóriga (Asturias)              |
| *dur-a-tto      | Duratone                            | Duratón (Segovia)              |
|                 |                                     |                                |
| *(e)is-a        | Isa                                 | Is (Asturias)                  |
| *(e)is-o        | Issum flumen                        | Iso (Galicia)                  |
| *(e)is-a-ro     | Ripa de Esaris (1260)               | Ribadeza (Galicia)             |
| *(e)is-a-ro     | Eisaro                              | Ézaro (Galicia)                |
| *(e)is-a-ro     | Eisara                              | Isarilla (Cantabria)           |
| *(e)is-a-ra     | Eisara                              | Izara (Cantabria)              |
| *(e)is-e-ra     | Eisera                              | Ésera (Aragón)                 |
| *(e)is-ika      | Riuus Eisica                        | Ruesga (Cantabria)             |
| *(e)is-on-iko   | Isonigo cuenca o valle del *Is      | Isongu (Asturias)              |
| *(e)is-ola      | Isola                               | Isuela (Huesca)                |
| *(e)is-oua      | Eisva                               | Esva (Asturias)                |
|                 |                                     |                                |
| *ib-er          | Iberus                              | Ebro                           |
| *ib-or          | Ibor                                | Ibor (Cáceres)                 |
| *ib-er          | Iberone                             | Ebrón (Teruel)                 |
| *ib-o-lyo       | Ibolio                              | Iboyu (Asturias)               |
| *ib-ya          | Ibia                                | Ibias (Asturias)               |
|                 |                                     |                                |
| *nar-o          | Narone (1093)                       | Narón (Galicia)                |
| *nar-a          | Nara vallem                         | Naraval (Asturias)             |
| *nar-oua        | Narova                              | Naroba (Cantabria)             |
| *nar-a-yo       | Narayo (1096)                       | Naraío (Galicia)               |
| *nar-a-ya       | Naraya                              | Naraya (León)                  |
| *nar-a-yo       | rivulo Narayola (1023)              | Narayola (León)                |
| *nar-ya         | Naria                               | Neira (Galicia)                |
| *nar-ke-gya     | Narcegya                            | Narcea (Asturias)              |
|                 |                                     |                                |
| *nau-o          | Nauone                              | Nabão (Portugal)               |
| *nau-ya         | Nauia                               | Navia (Galicia-Asturias)       |
| *nau-y-lo       | Na(v)ilonis                         | Nalón (Asturias)               |
| *nau-yo-la      | Naviola                             | Navea (Galicia)                |
| *naua-ro        | Nauaro-dunum                        | Navardón (Zaragoza)            |
| *nau-ro         | Nauronis                            | Nourón (Asturias)              |
| *nau-ra         | Naura flumen (926)                  | Nora (Asturias)                |
| *nau-a          | Nauella riuulum (905)               | Naviella (Asturias)            |
| *naur-ankom     | Nauranci (857)                      | Naranco (Asturias)             |
| *nau-ra-eka     | Nauraega cuenca o valle del *Naura  | Noriega (Asturias)             |
| *nau-ra-nya     | Naurenia flumine (981)              | Noreña (Asturias)              |
|                 |                                     |                                |
| *sal-a          | Sala                                | Sáa (Galicia)                  |
| *sal-ya         | Salia (998)                         | Saja (Cantabria)               |
| *sal-ya         | Salia                               | Sella/Seya (Asturias)          |
| *sal-ya-ko      | Saliago cuenca o valle del *Salia   | Sayago (Zamora)                |
| *sal-o          | Salonis                             | Jalón (Soria-Zaragoza)         |
| *sal-o          | Salonis                             | Xalón (Asturias)               |
| *sal-o          | Salo                                | Salo (Barcelona)               |
| *sal-or         | Salor                               | Salor (Cáceres)                |
| *sala-uor       | Salavor                             | Sabor (Bragança)               |
| *sal-ama        | Salama                              | Zalama (Burgos)                |
| *sal-amo        | Salamone                            | Salamón (León)                 |
| *sal-amo        | Salamone                            | Salamón (Zaragoza)             |
| *sal-ema        | Salimaria                           | Cascada de Seimeira (Asturias) |
| *sal-eko        | Saleconis                           | Salegón (Segovia)              |
| *sal-entia      | Salentia                            | Saliencia (Asturias)           |
| *sal-ento       | Salentinos                          | Salentinos (León)              |
| *sal-onya       | Salaonia, Saonia (med)              | Sionlla (Coruña)               |
|                 |                                     |                                |
| *sar-o          | Saro                                | Sar (Galicia)                  |
| *sar-ya         | Saria                               | Seira (Galicia)                |
| *sar-ama        | Sarama                              | Jarama (Guadalajara)           |
| *sar-ama        | Sarama                              | Saramillo (Cantabria)          |
| *sar-ama        | Sarama                              | Jaramillo (Valladolid)         |
| *sar-anda       | Saramda                             | Jaranda (Badajoz)              |
| *sar-amo        | Saramo                              | Saramo (Galicia)               |
| *sar-auya       | Saravia                             | Sarabia (Asturias)             |
| *sar-aua        | Sarava                              | Jaraba (Zaragoza)              |
| *sar-aeko       | Sarego ualle valle del *Sar (921)   | Sariegu (Asturias)             |
|                 |                                     |                                |
| *sauu-ro        | Sauro                               | Sor (Galicia)                  |
| *saua-ryo       | Savario                             | Sabero (León)                  |
| *saua-ryo       | Savareko                            | Villasabariego (León)          |
| *saua-lo        | Savalone                            | Jabalón (Ciudad Real)          |
| *sauu-ra        | Kom-Savura                          | Consuegra (Toledo)             |
|                 |                                     |                                |
| *tam-aris       | Tamre                               | Tambre (Galicia)               |
| *tam-aro        | Tamaronem                           | Tamarón (Burgos)               |
| *tam-ar-iko     | Tamarigo cuenca o valle del *Tamara | Tamargu (Asturias)             |
| *tam-asso       | Tamassone                           | Tamajón (Guadalajara)          |
| *tam-essa       | Tamessa                             | Tameza (Asturias)              |
| *tam-oka        | Tamoga                              | Támoga (Galicia)               |
| *tam-ussa       | Tamussa                             | Tamuxe (Galicia)               |
| *tam-ussa       | Tamussa                             | Tamuja (Cáceres)               |
|                 |                                     |                                |
| *w(e)is-eya     | veseya                              | Besaya (Cantabria)             |
| *w(e)is-ont-yum | visontiun                           | Vinuesa (Soria)                |
| *w(e)is-u-lyo   | vesulio                             | Bisuyo (Asturias)              |
| *w(e)is-enn-yo  | vesenyo                             | Veseño (Galicia)               |
| *w(e)is-onn-ya  | visunya                             | Visuña (Galicia)               |